# سوبرفيليان ستوديوز
سوبرفيليان ستوديوز (بالإنجليزية: SuperVillain Studios)‏ ، هي شركة أمريكية لصناعة ألعاب الفيديو وتدعم أنظمة التشغيل مثل وي ونينتندو دي إس المحمولة وبلاي ستيشن 3 وبلاي ستيشن 4 وإكس بوكس ون وغيرها.